# Ziergarten

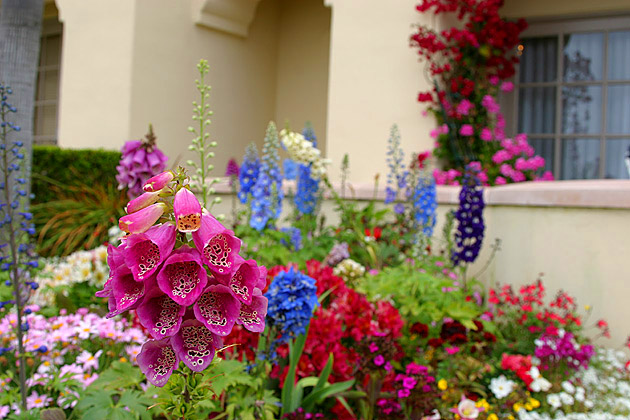
Ziergarten mit Blumenrabatten am Haus

Als Ziergarten bezeichnet man einen Garten, der im Gegensatz zum so genannten Nutzgarten nicht vorrangig dem Anbau und der Verwertung von Nutzpflanzen dient. In einem Ziergarten werden Pflanzen lediglich aufgrund gestalterischer und ästhetischer Aspekte in unterschiedlichen Kombinationen verwendet.
Neben der Funktion als Stätte der Erholung des Menschen kann er auch der Repräsentation oder der künstlerischen Selbstverwirklichung dienen. In der Malerei, der Literatur und im Film sind Ziergärten bzw. Gärten allgemein ein beliebtes Sujet.

## Gestaltung eines Ziergartens
Vom Haus ausgehend ist meist eine Terrasse der architektonische Übergang vom Wohn- zum Gartenbereich. Diese kann durch eine Pergola mit großvolumiger Reben- oder Prachtwindenbepflanzung umrahmt werden. Gepflasterte oder bekieste Wege erschließen den Gesamtbereich des Grundstücks. Gehölze, kleinere Bäume oder Stauden dienen als Sicht- bzw. Windschutz.
Sowohl im Sinne des Artenreichtums wie der Ästhetik werden abwechslungsreiche Bepflanzungen mit verschiedenen Gattungen, wie z. B. Ahorne, Flieder, Haselnuss, Kornelkirsche oder Vogelbeere genutzt, die schließlich auch in Größe und Form variieren. Wechselnde Blühphasen können Farbakzente setzen, auch ein- oder mehrjährige Blumen und Stauden tragen dazu bei.
Im Kontrast zu Naturgärten werden auch nicht heimische Gehölze gepflanzt, die häufig von keinen Insekten bestäubt werden können. Typische Ziergartenpflanzen sind Rhododendren, die in den beschatteten Ecken des Gartens im Frühsommer wegen ihres Farbenreichtums beliebt sind. Des Weiteren können großflächige Rasenflächen über den Ziereffekt hinaus auch als Nutzfläche dienen. Damit auch im Herbst farbige Akzente im Ziergarten gesetzt werden können, werden z. B. spätblühende Astern, langblühende Erika und der immergrüne Feuerdorn gepflanzt.
Im Winter können verschiedene immergrüne Gehölze wie der Runzelblättrige Schneeball (Viburnum rhytidophyllum) oder die trockenen Halme von Staudengräsern für Abwechslung sorgen. Auch Bambus wird in mitteleuropäischen Gärten inzwischen verpflanzt. Als Zusatzelement wird in manchen Ziergärten ein Gartenteich angelegt, eventuell mit Tieren. Häufig sind es Goldfische, aber auch Wasserschnecken bevölkern mitunter den Teich. Durch den Gartenteich lassen sich überdies wasserliebende Pflanzen in den Ziergarten einbringen.

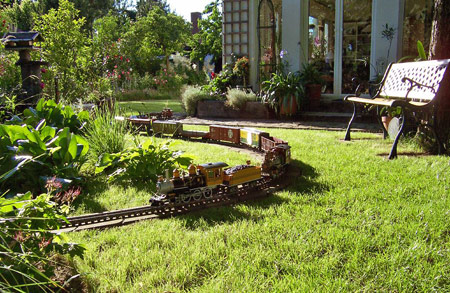
Ausschnitt einer integrierten Gartenbahnanlage

## Dekorationsmöglichkeiten für Ziergärten
Für die Gestaltung einer Gartenfläche kann neben Pflanzen auch Dekoration eingesetzt werden. Eine Vielzahl an Gartendekoren lassen sich in Gartencentern finden, insbesondere Material für Gartenteiche oder dekorative Figuren für den Außenbereich.
Darüber hinaus kann eine Gartenbahnanlage in den Garten einbezogen werden. Hierbei wird die Gartenbepflanzung mit einer Gleisstrecke der Spur G (Spurweite 45 mm) kombiniert. Zusätze wie Tunnel, Brücken usw. können darüber hinaus eingefügt werden.